# Wólka Klwatecka (gromada)
Wólka Klwatecka – dawna gromada, czyli najmniejsza jednostka podziału terytorialnego Polskiej Rzeczypospolitej Ludowej w latach 1954–1972.
Gromady, z gromadzkimi radami narodowymi (GRN) jako organami władzy najniższego stopnia na wsi, funkcjonowały od reformy reorganizującej administrację wiejską przeprowadzonej jesienią 1954 do momentu ich zniesienia z dniem 1 stycznia 1973, tym samym wypierając organizację gminną w latach 1954–1972.
Gromadę Wólka Klwatecka siedzibą GRN w Wólce Klwateckiej (obecnie w granicach Radomia) utworzono – jako jedną z 8759 gromad na obszarze Polski – w powiecie radomskim w woj. kieleckim, na mocy uchwały nr 13i/54 WRN w Kielcach z dnia 29 września 1954. W skład jednostki weszły obszary dotychczasowych gromad Klwaty, Klwatka Szlachecka, Wincentów i Wólka Klwatecka oraz wieś Antoniów z dotychczasowej gromady Wielogóra ze zniesionej gminy Wielogóra a także obszar dotychczasowej gromady Janiszów ze zniesionej gminy Radom w tymże powiecie. Dla gromady ustalono 20 członków gromadzkiej rady narodowej.
31 grudnia 1959 do gromady Wólka Klwatecka przyłączono wsie Dąbrówka Nagórna i Legenzów oraz kolonie Dąbrówka Nagórna A i Dąbrówka Nagórna B ze zniesionej gromady Dąbrówka Nagórna.
31 grudnia 1961 z gromady Wólka Klwatecka wyłączono wieś Legenzów włączając ją do gromady Taczów.
1 stycznia 1969 do gromady Wólka Klwatecka przyłączono wsie Huta Józefowska i Józefów ze zniesionej gromady Wola Gołębiowska.
Gromada przetrwała do końca 1972 roku, czyli do kolejnej reformy gminnej.